# 亚历山德里亚 (苏梅区)
亚历山德里亚（烏克蘭語：Олександрія），是烏克蘭東北部蘇梅州蘇梅區米罗皮利亚市镇内的村落。距離米羅皮利亞1公里，海拔高度136米，人口1。